# Burni Gutel
Burni Gutel är ett berg i Indonesien.   Det ligger i provinsen Aceh, i den västra delen av landet, 1 600 km nordväst om huvudstaden Jakarta. Toppen på Burni Gutel är 1 738 meter över havet, eller 174 meter över den omgivande terrängen. Bredden vid basen är 1,8 km.
Terrängen runt Burni Gutel är varierad.Runt Burni Gutel är det glesbefolkat, med 11 invånare per kvadratkilometer. Det finns inga samhällen i närheten. I omgivningarna runt Burni Gutel växer i huvudsak städsegrön lövskog.